# Biserica reformată din Delureni
Biserica reformată din Delureni este un monument istoric aflat pe teritoriul satului Delureni; comuna Urmeniș.

## Localitatea
Delureni (în maghiară Mezőújlak) este un sat în comuna Urmeniș din județul Bistrița-Năsăud, Transilvania, România. Menționat pentru prima oară în 1329, cu denumirea de Wylok.

## Biserica
Biserica medievală, construită în stil gotic, a supraviețuit până la începutul secolului XX. Datorită stării foarte avansate de degradare în care se afla, a fost demolată în 1929 și ulterior reconstruită, fiind încorporate câteva elemente din vechea biserică.

## Vezi și
- Delureni, Bistrița-Năsăud

## Imagini

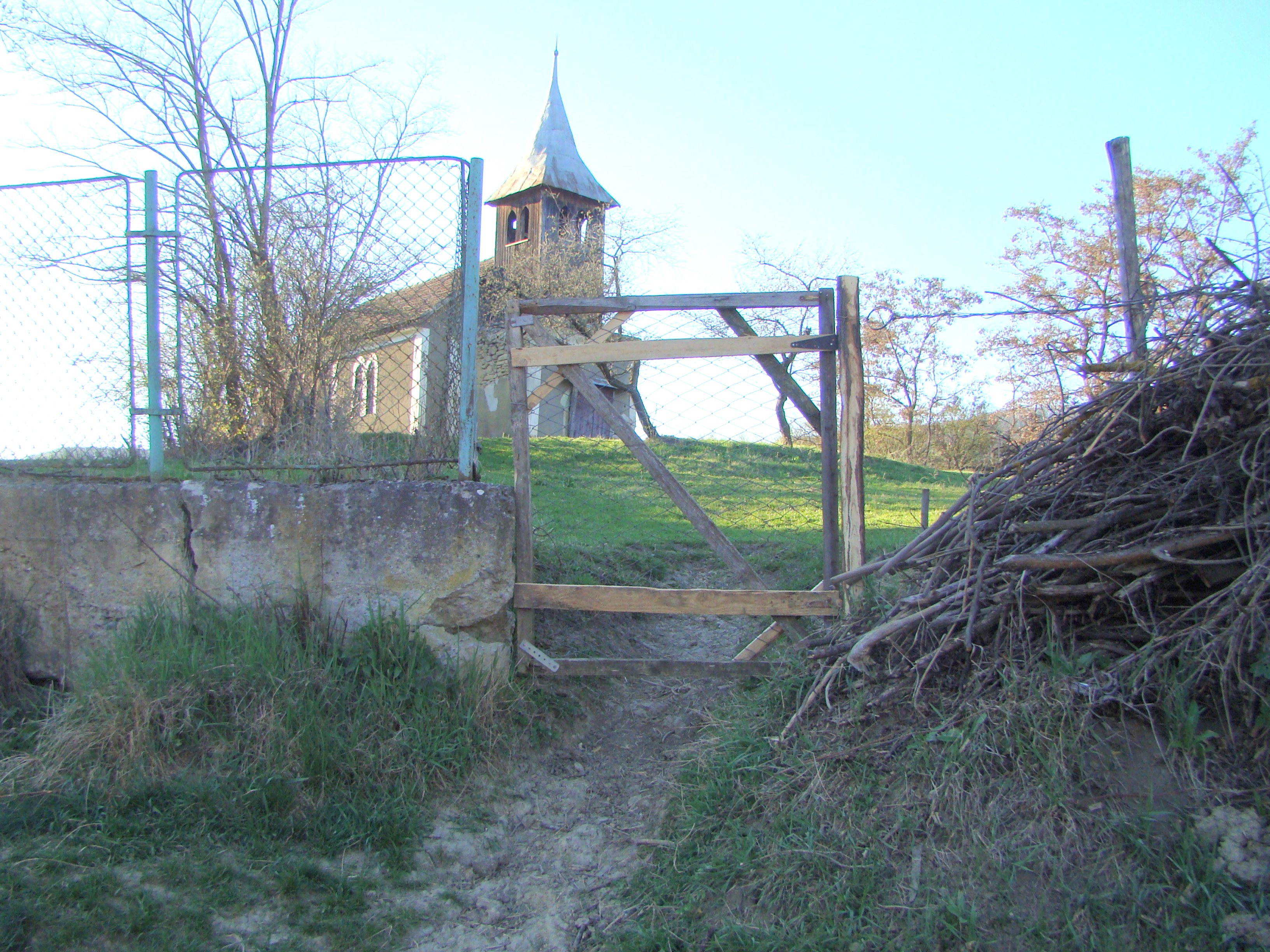
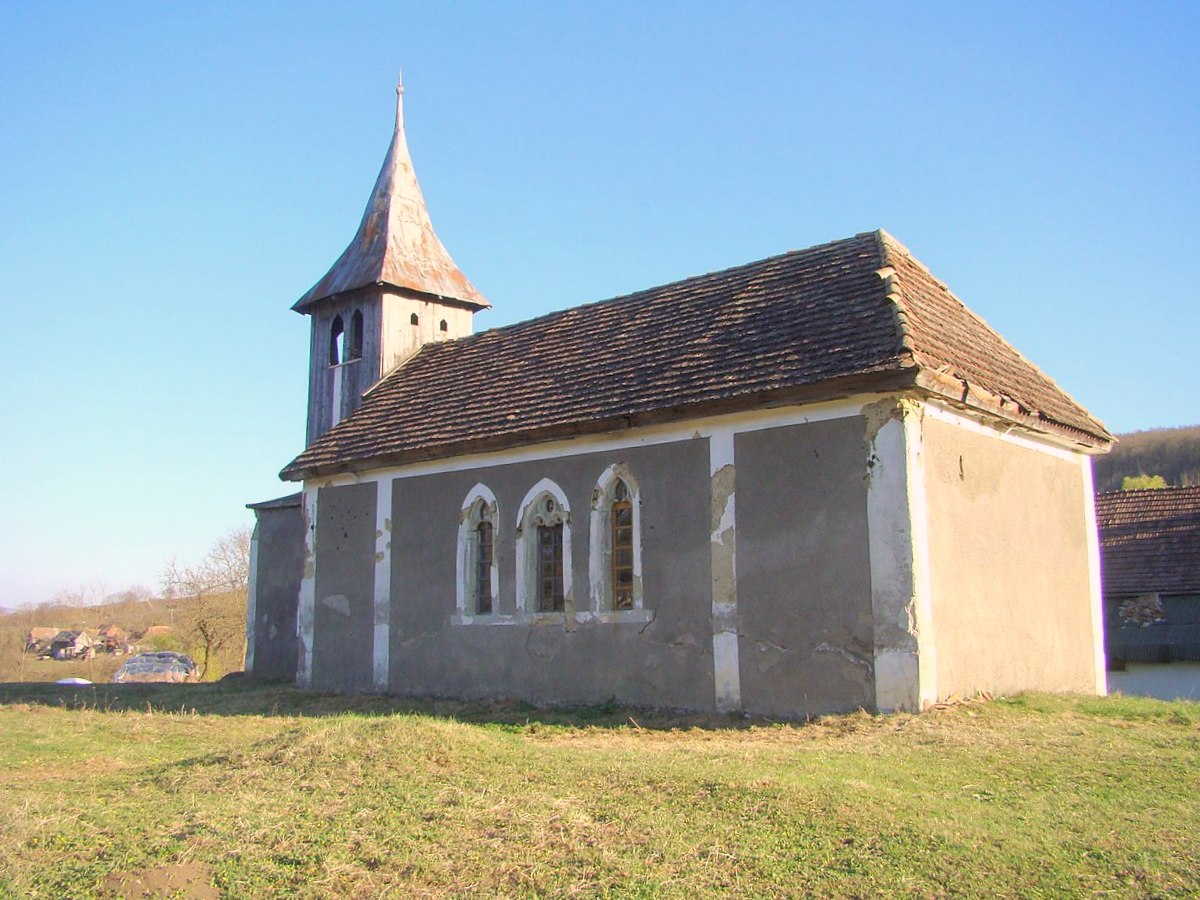
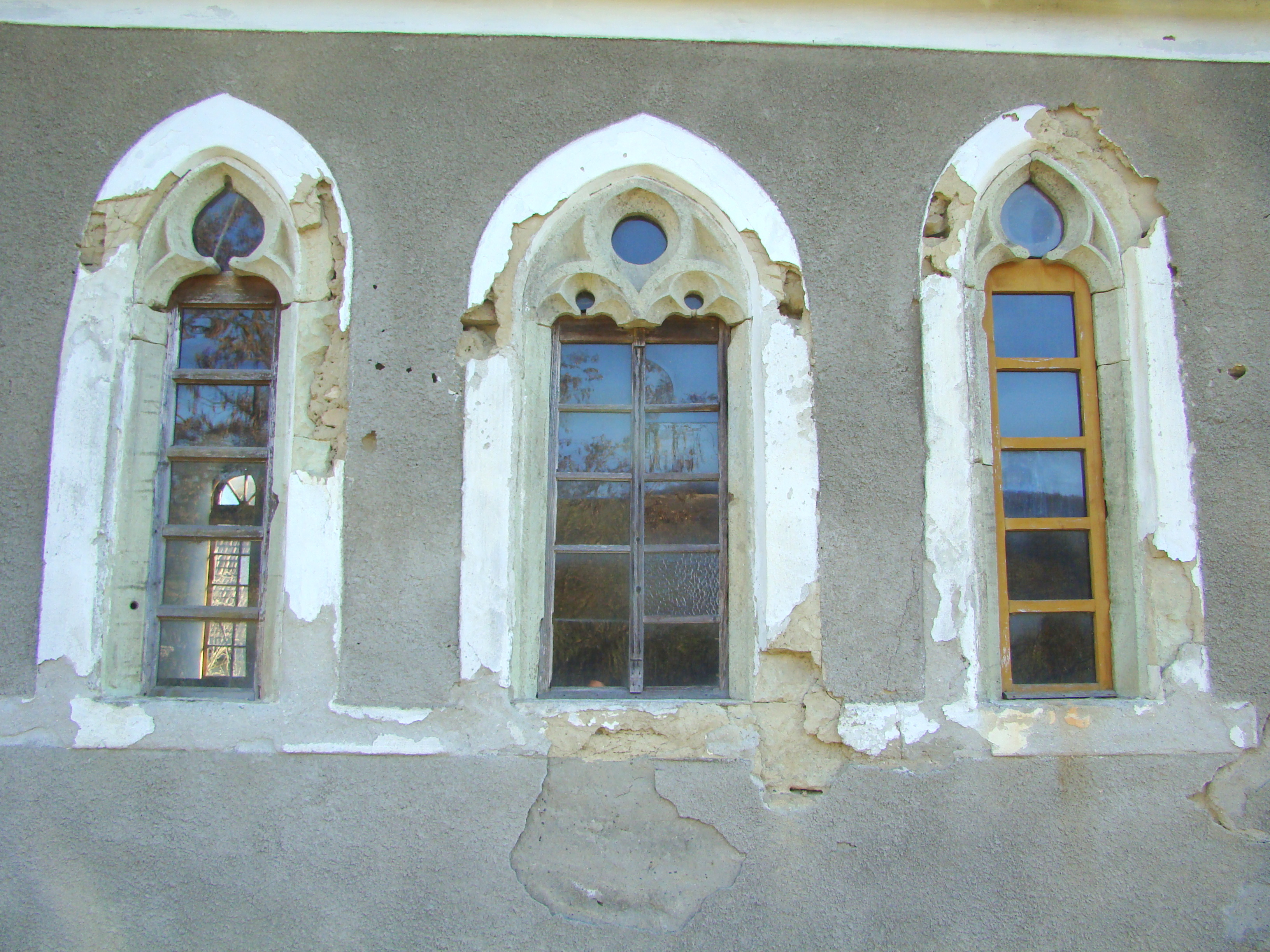
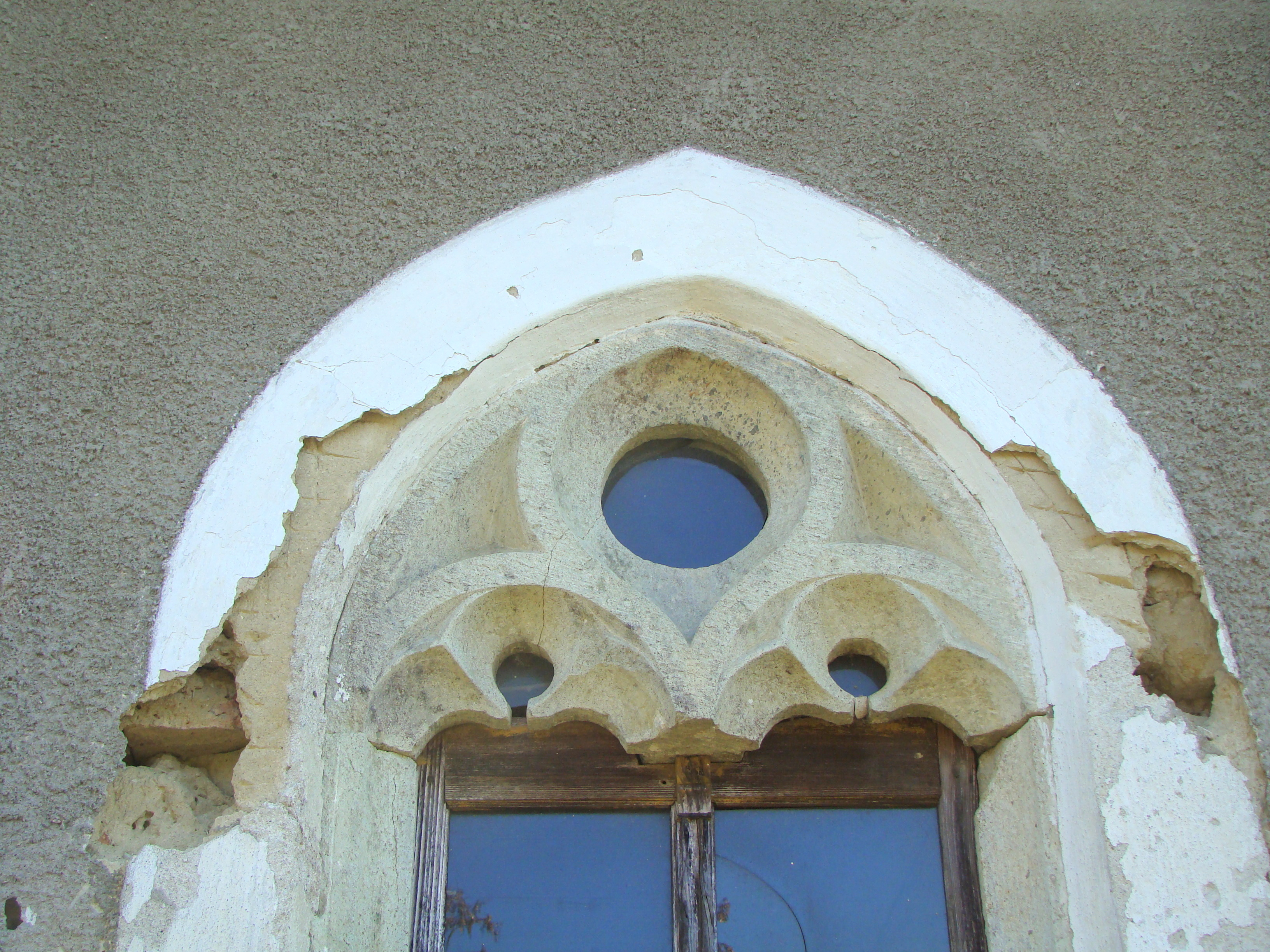
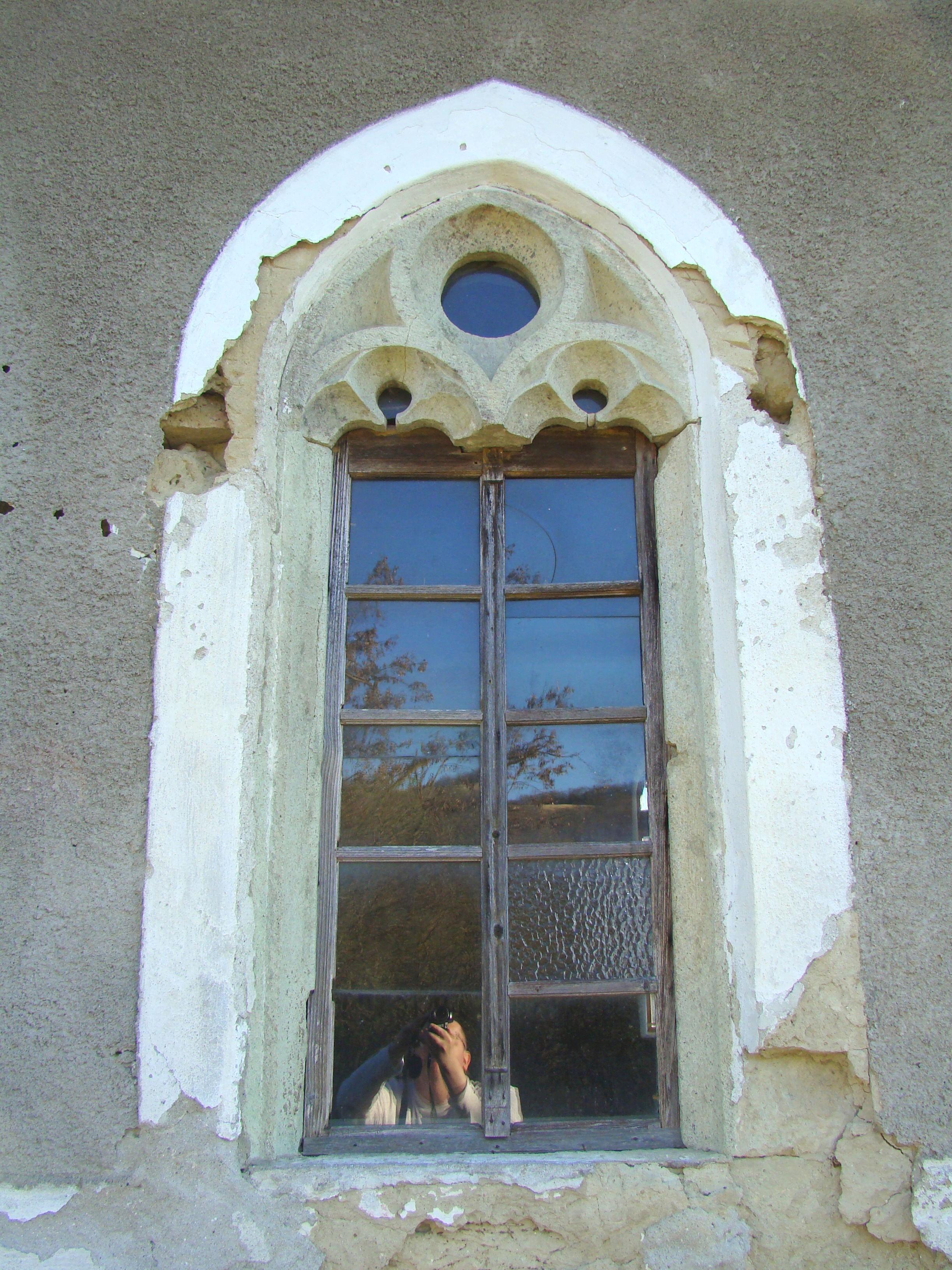
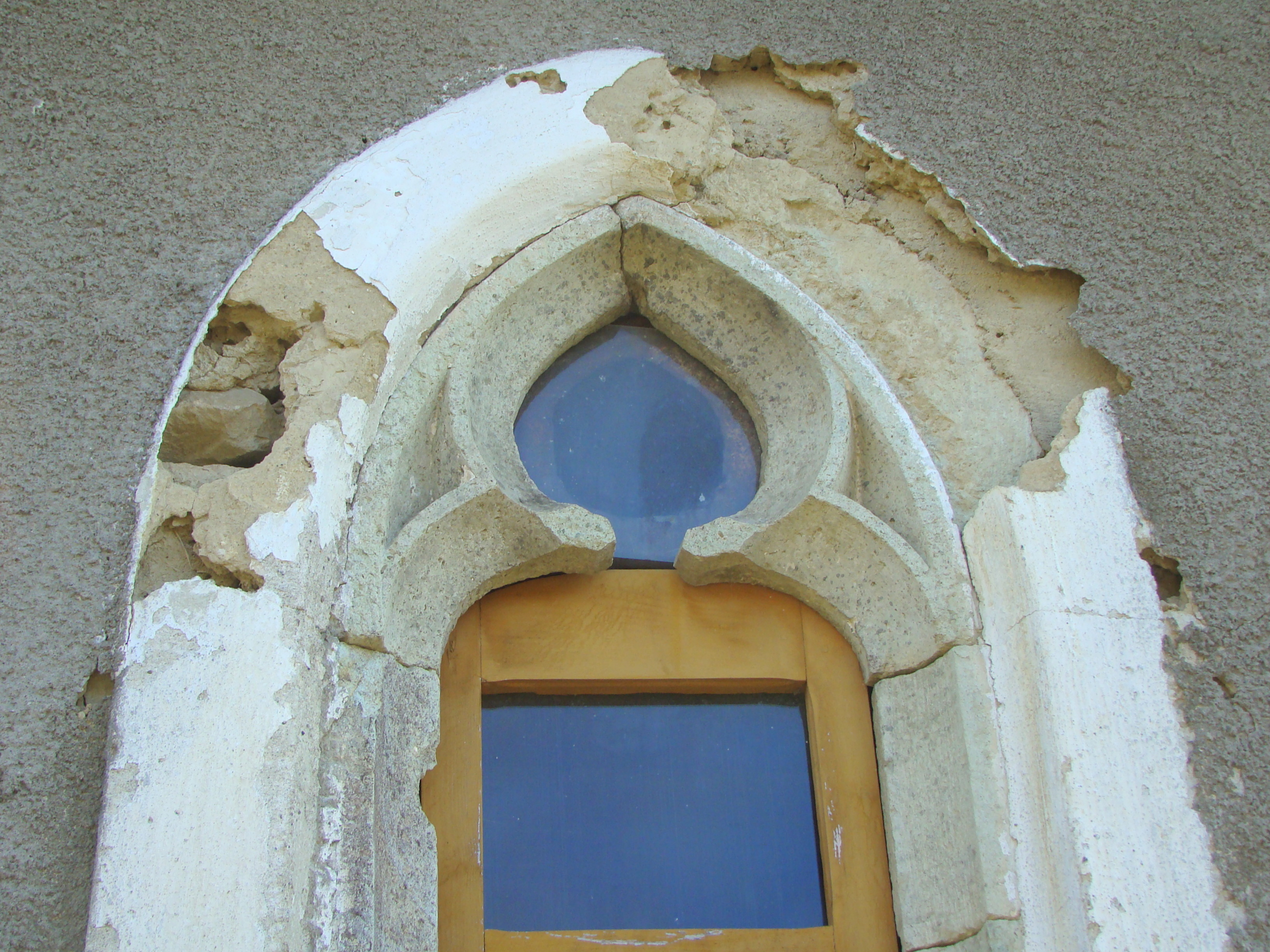
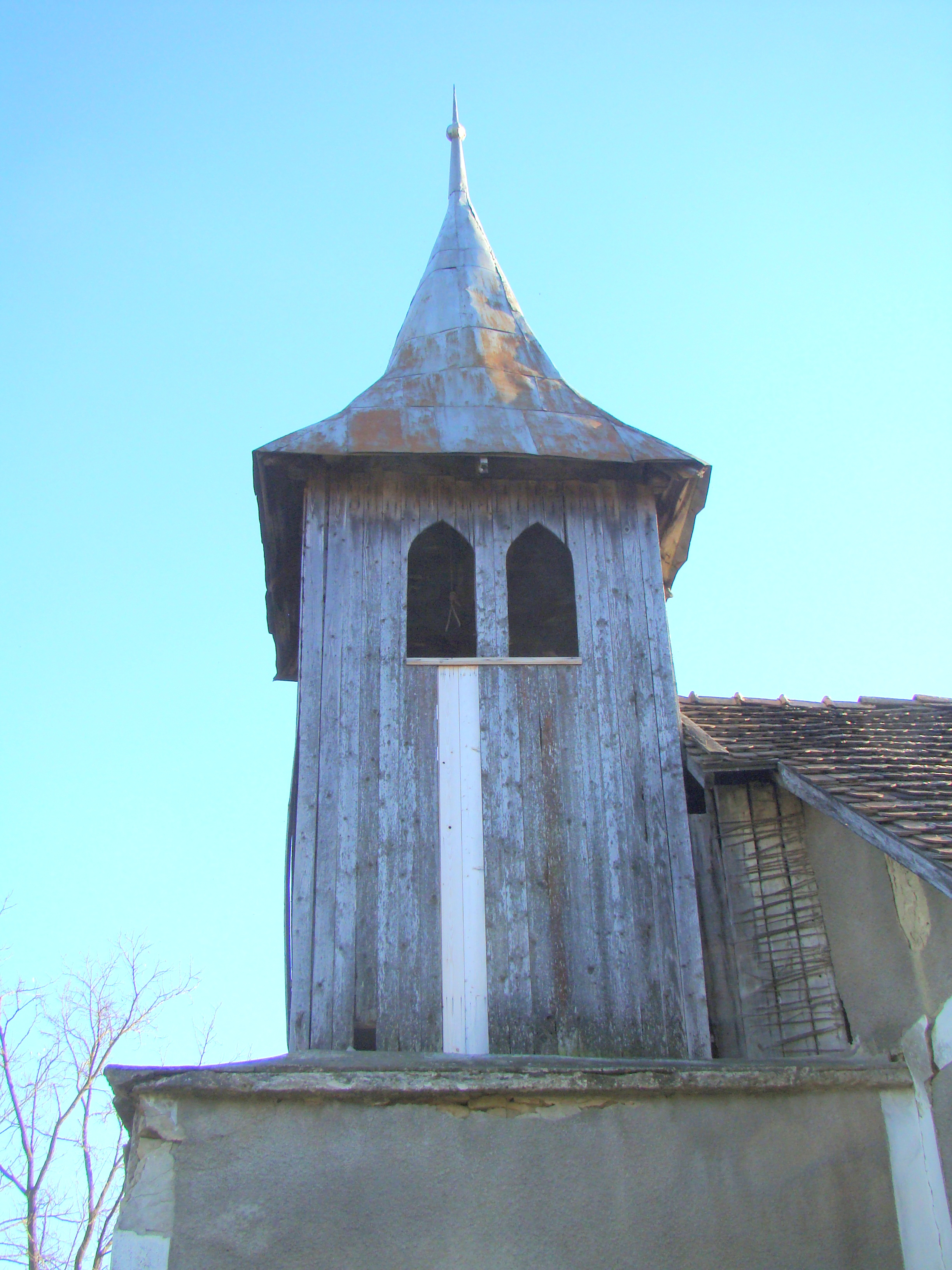
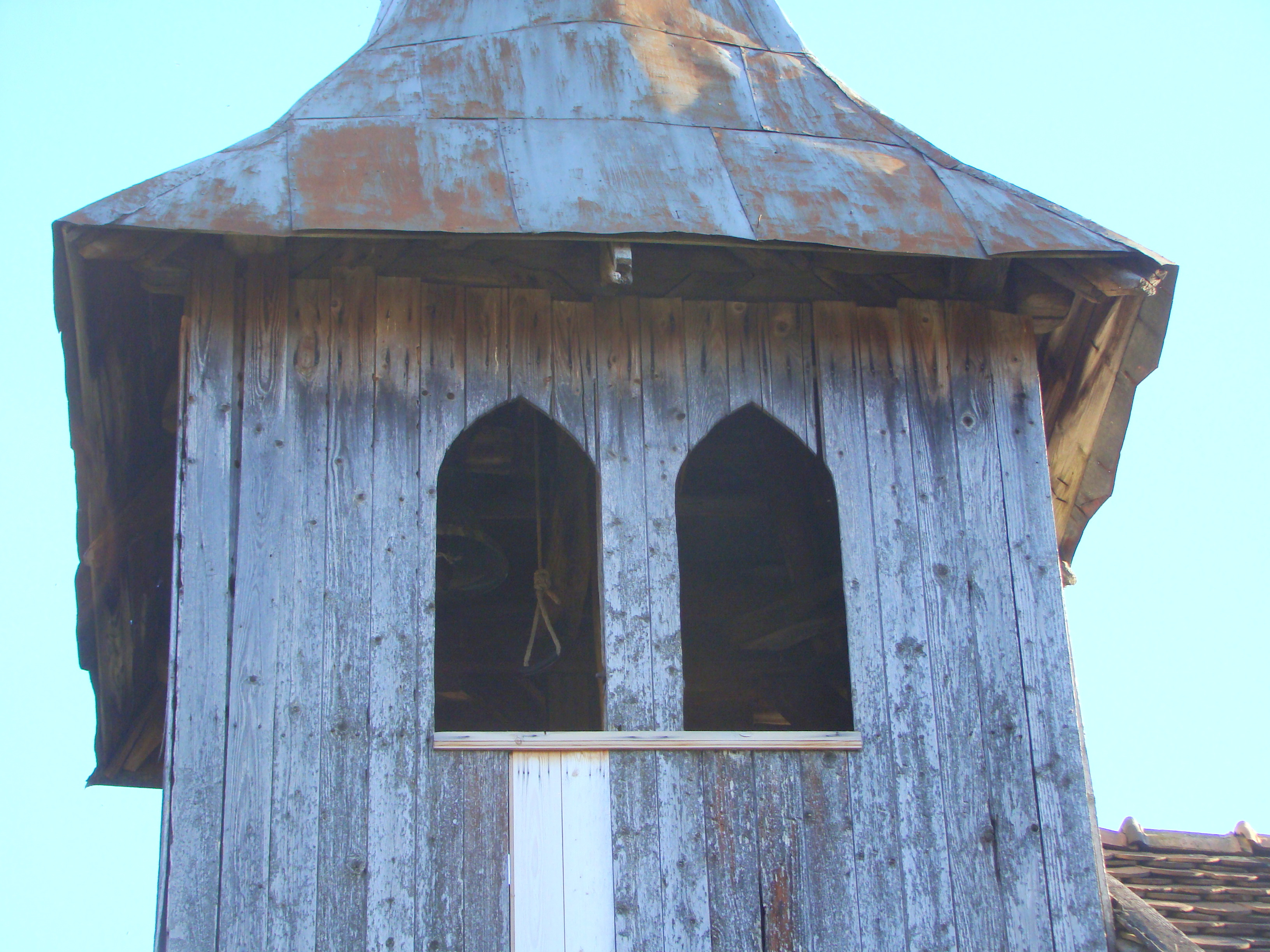
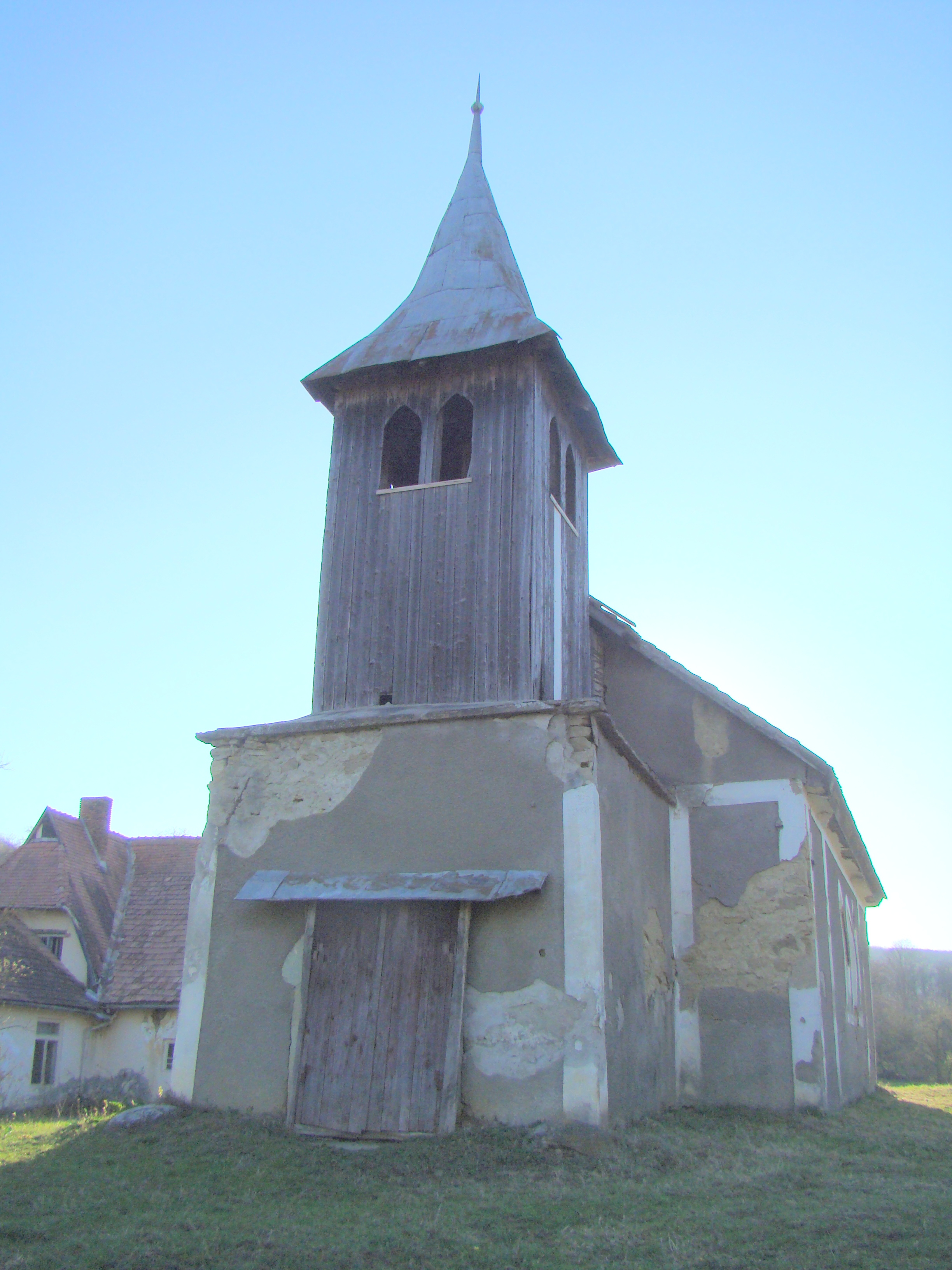
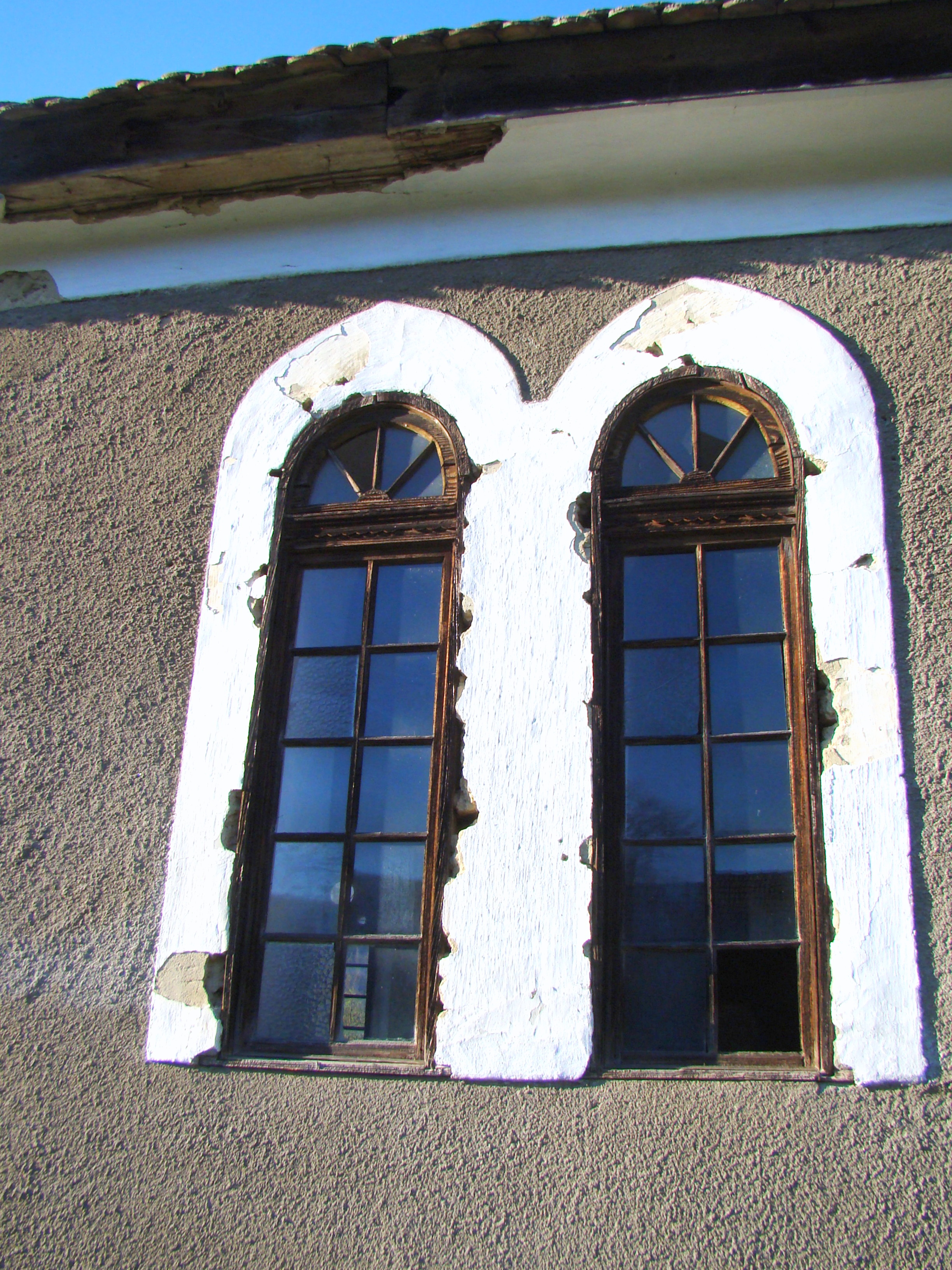
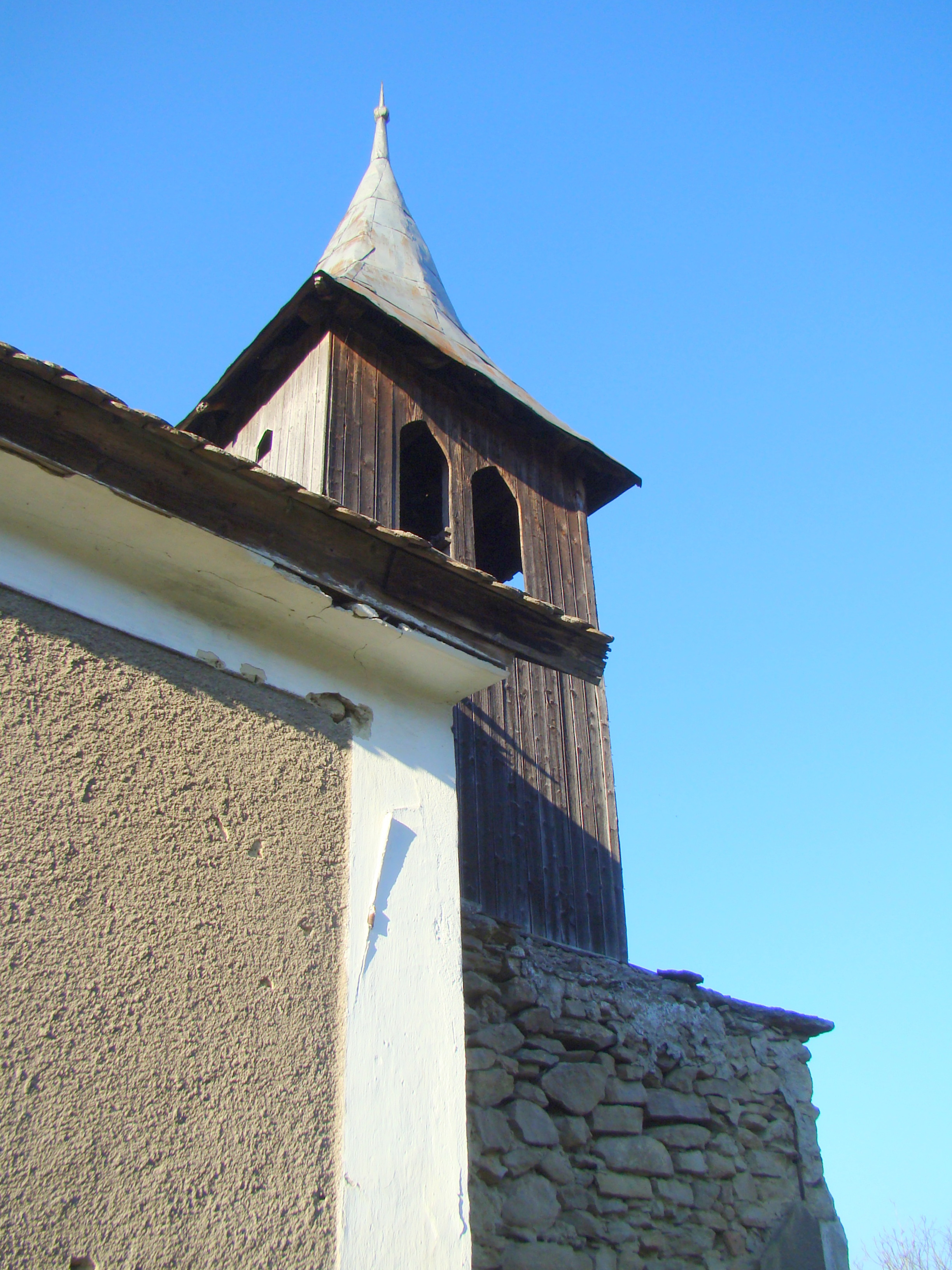
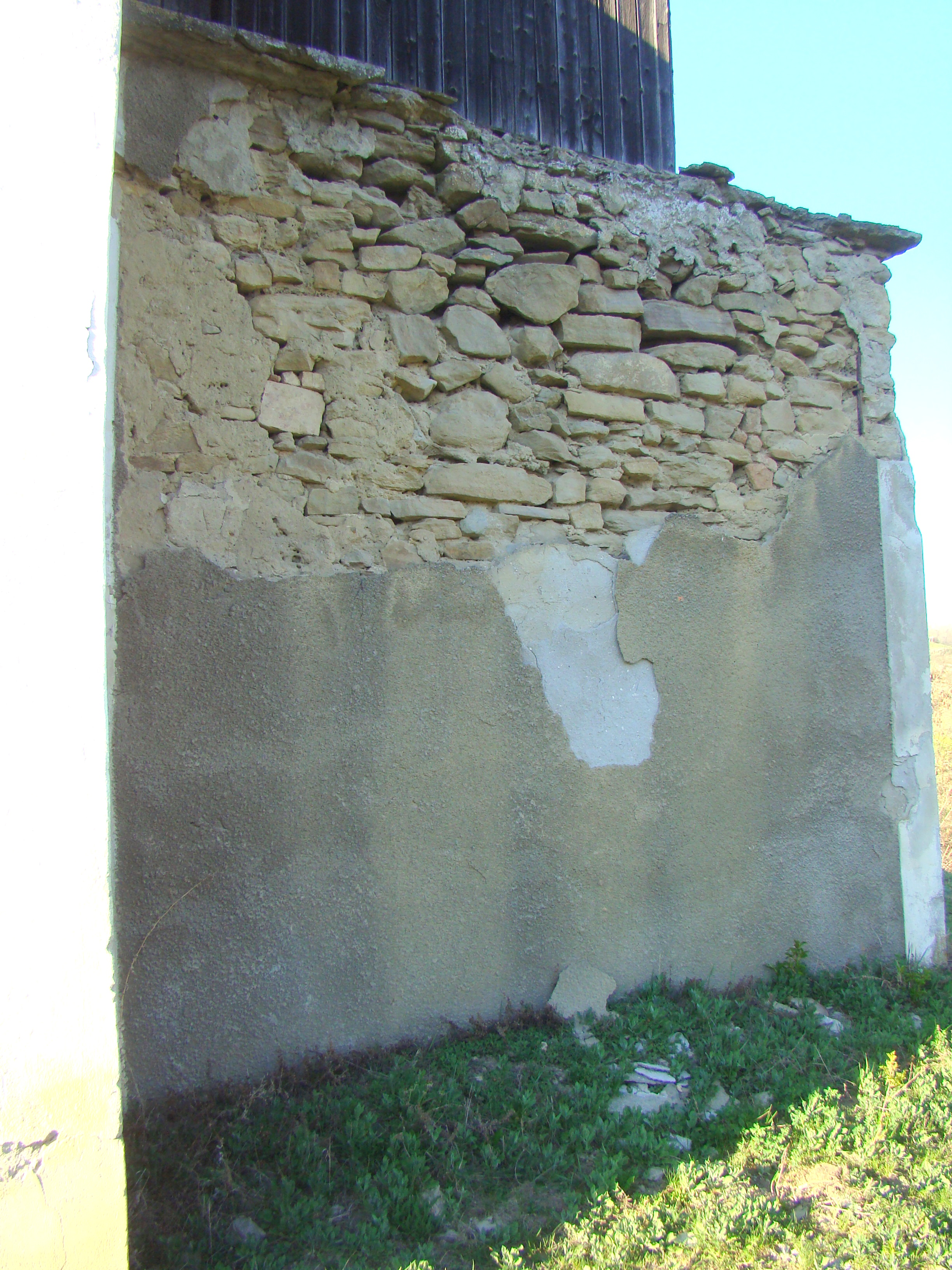
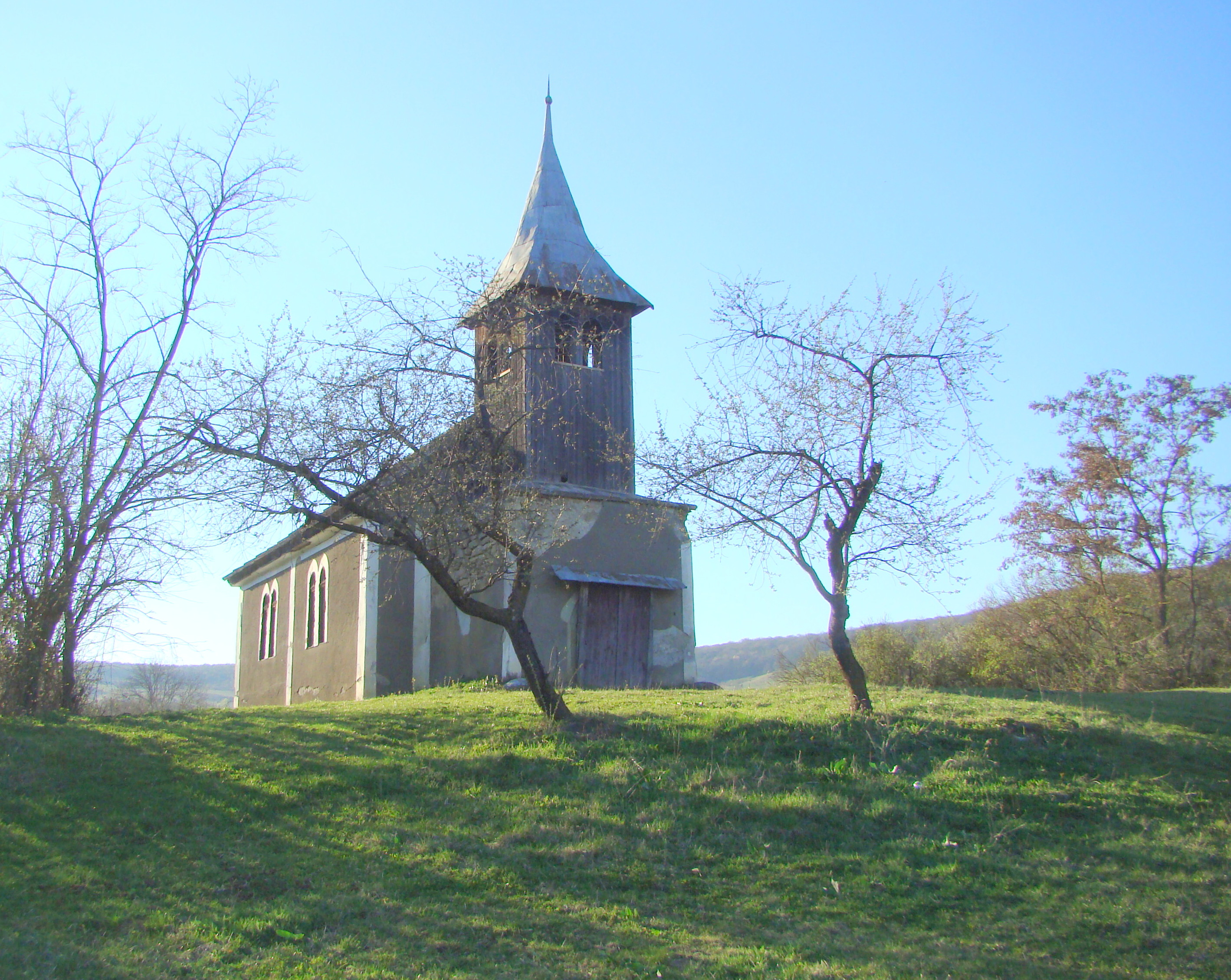
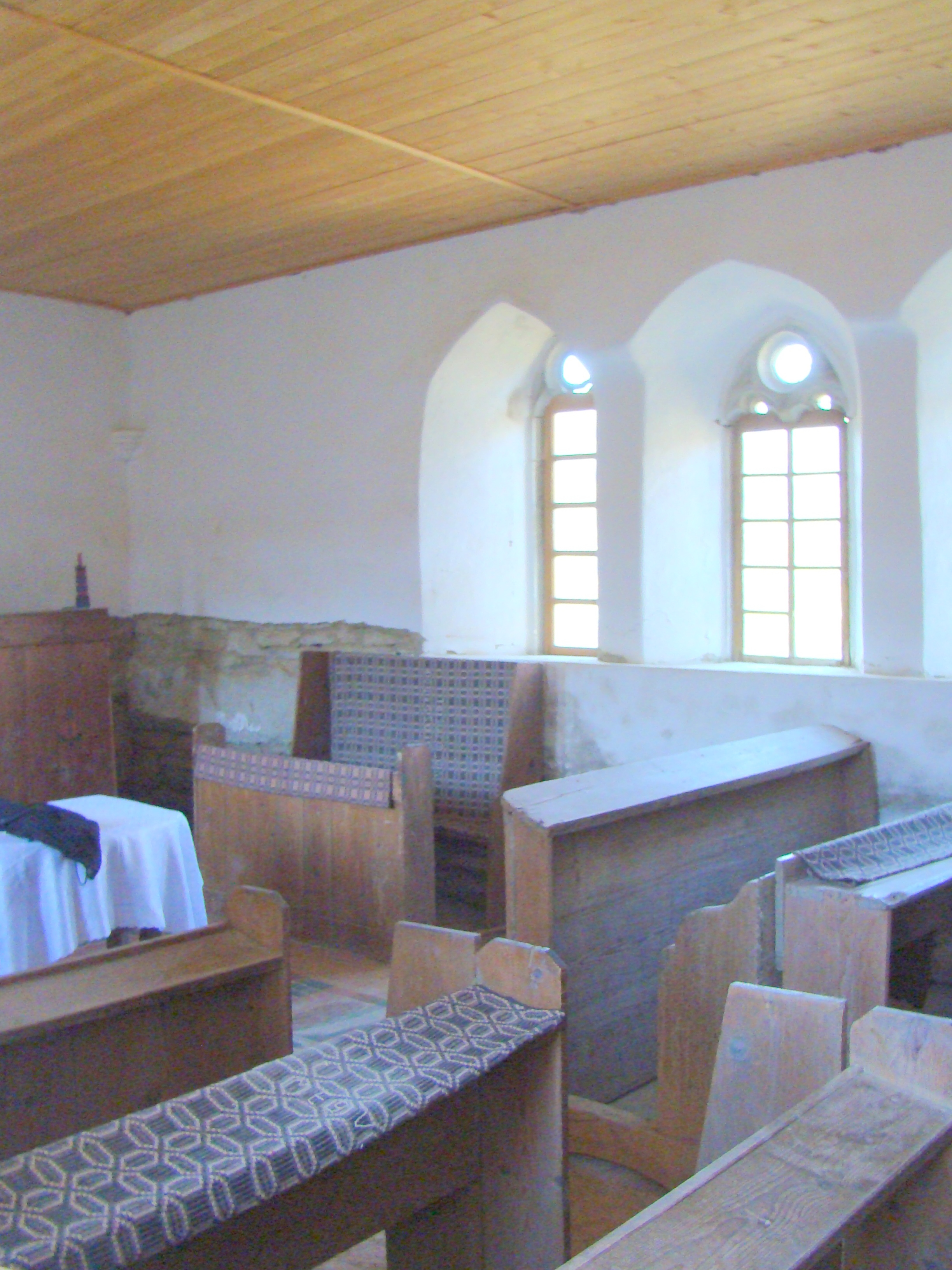
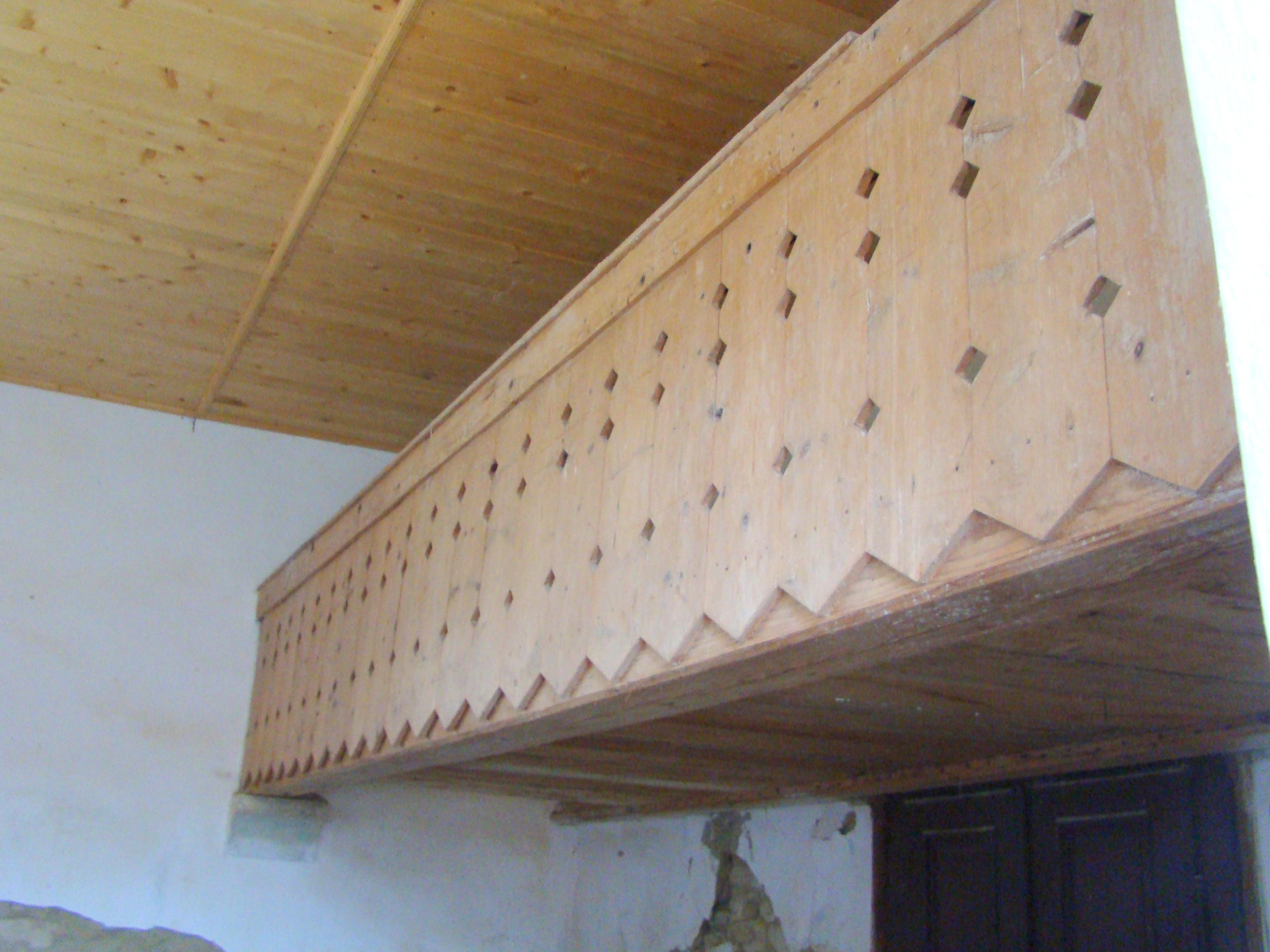
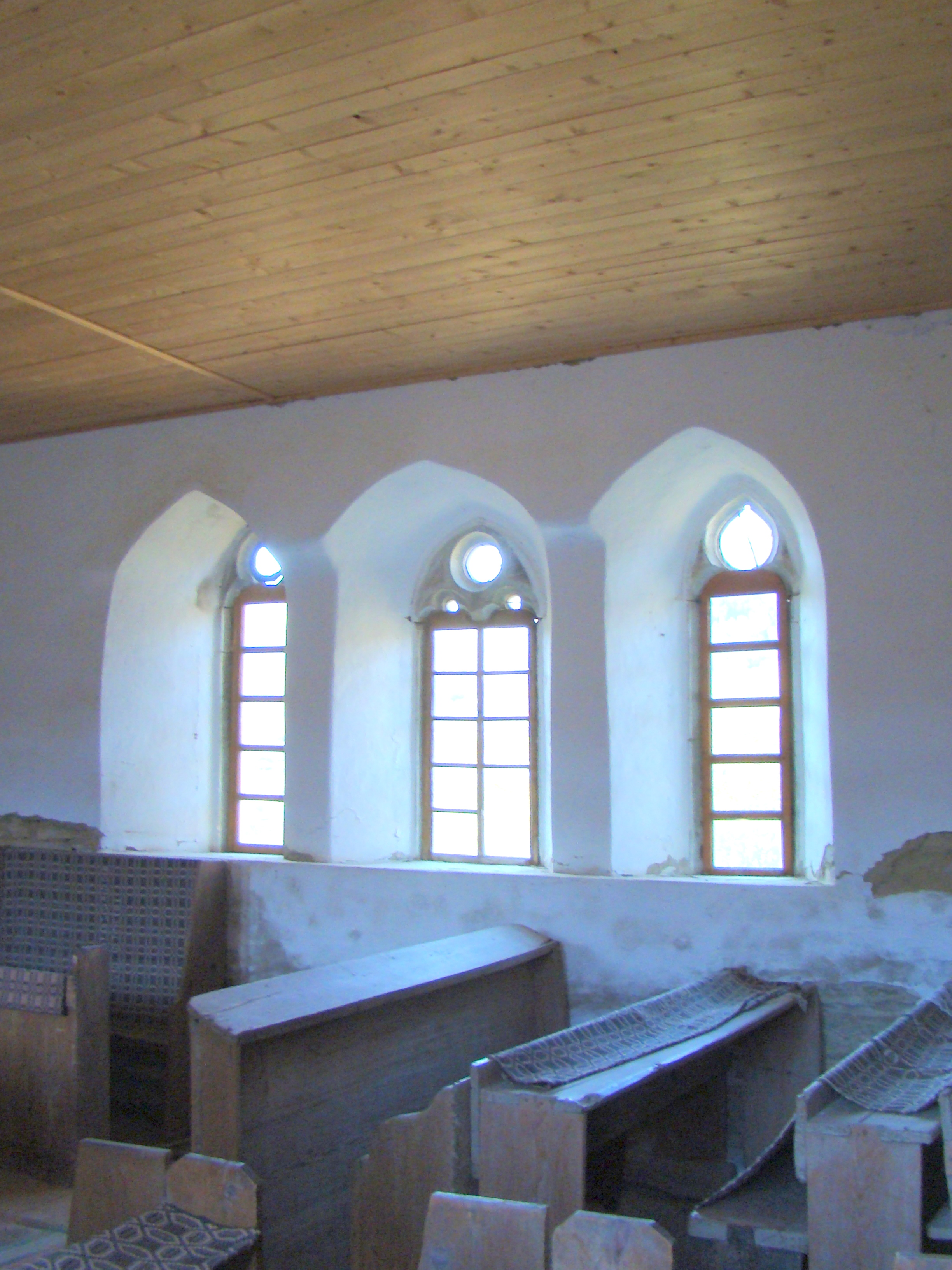
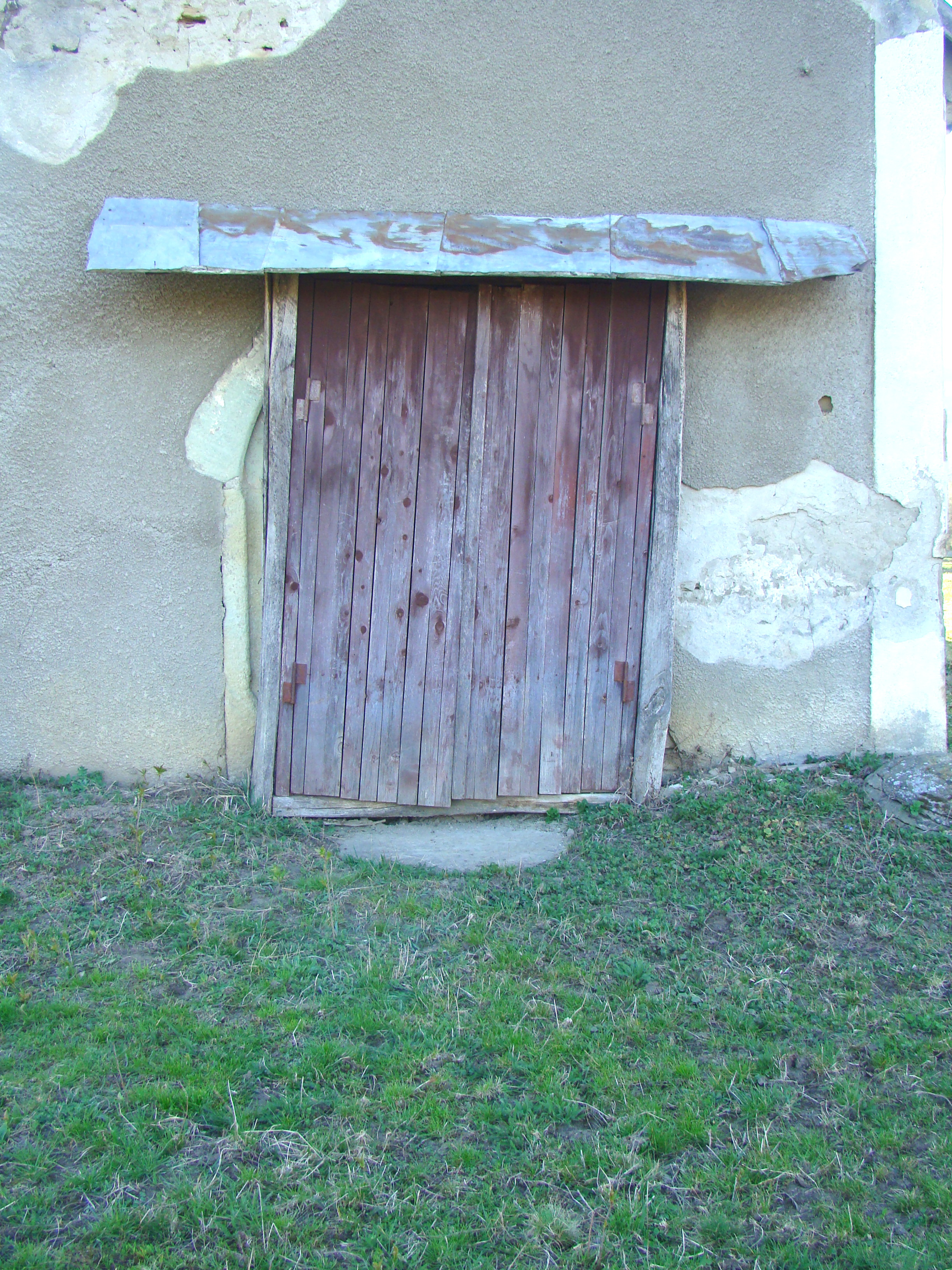
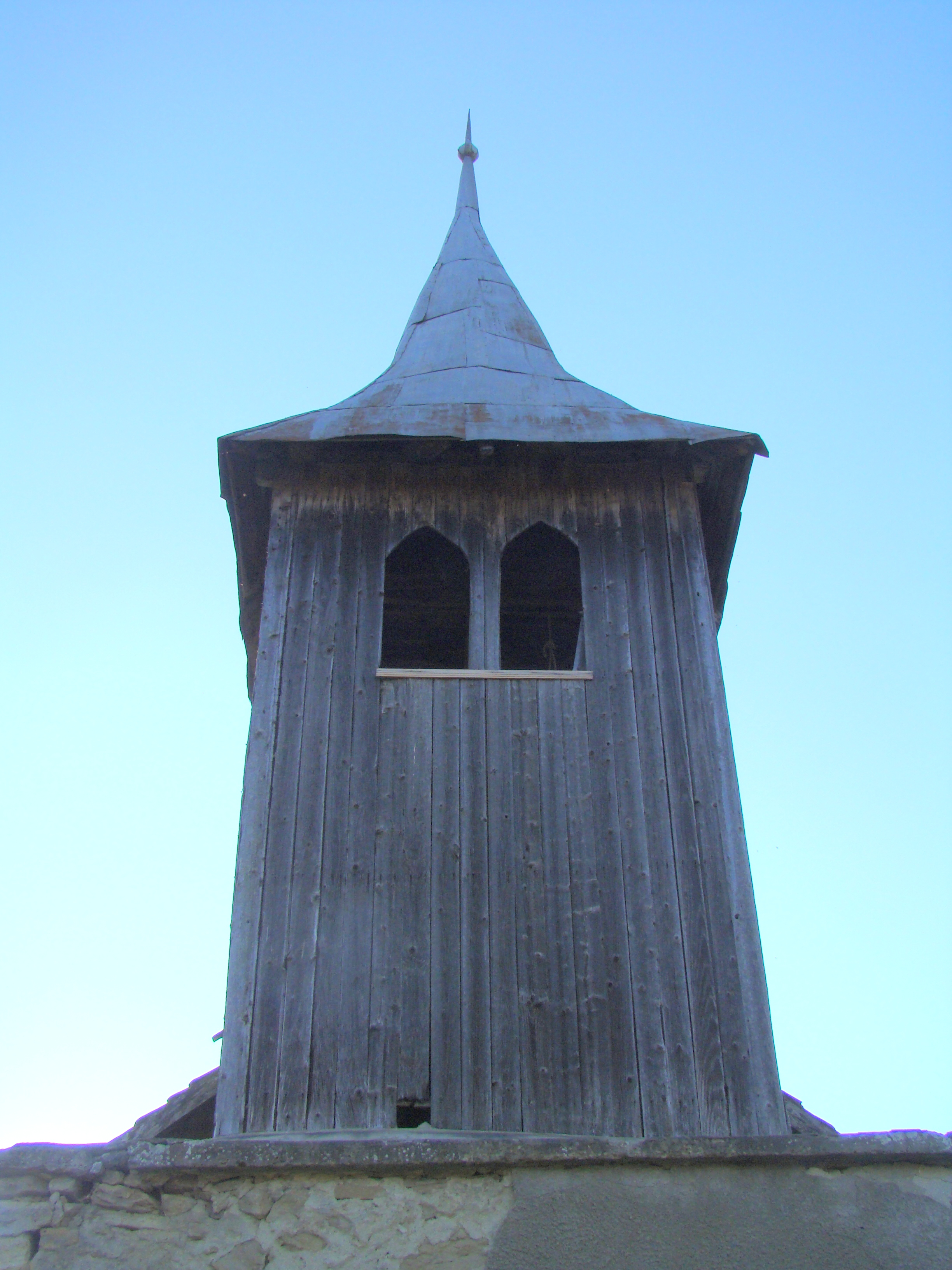
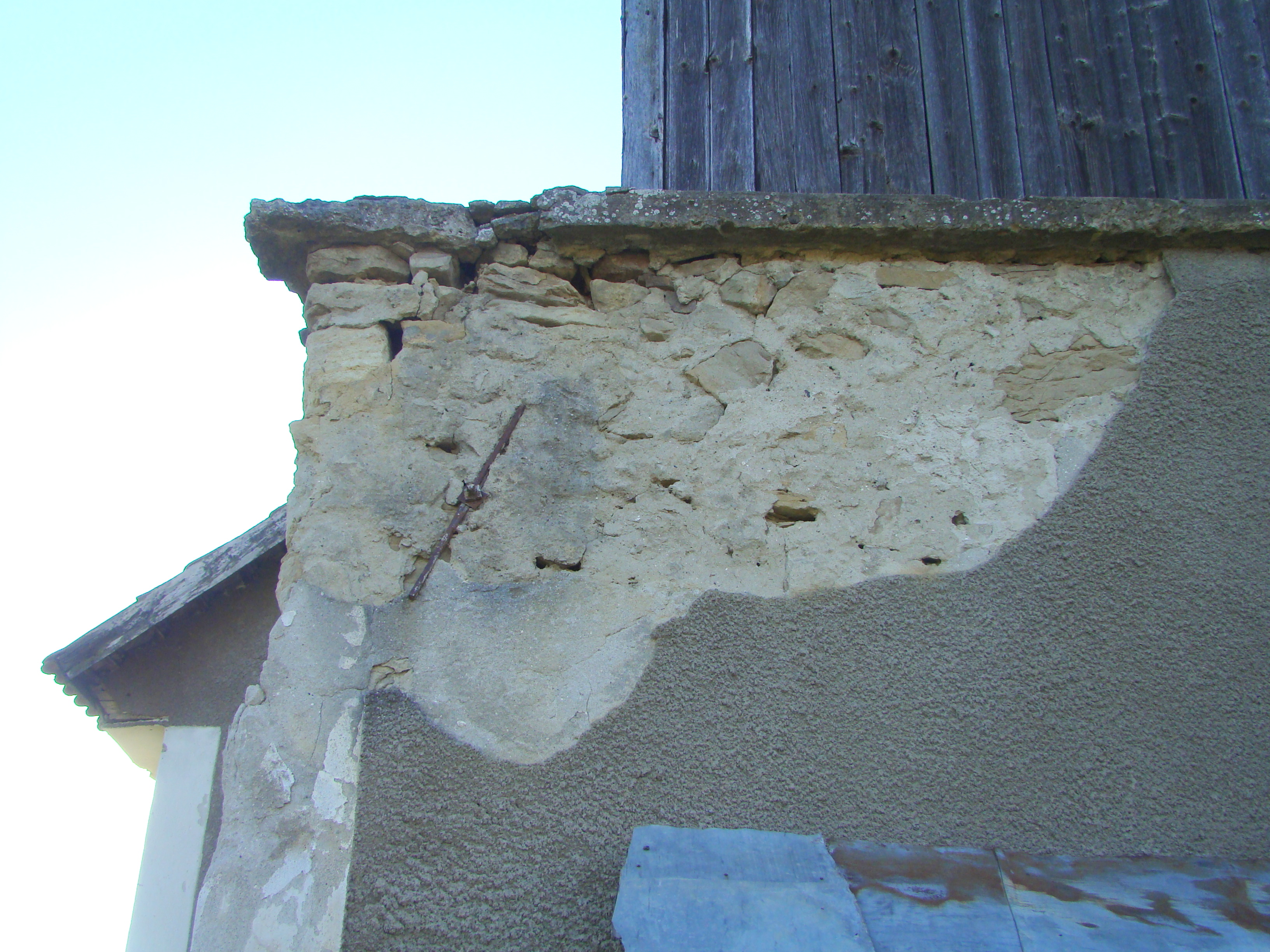
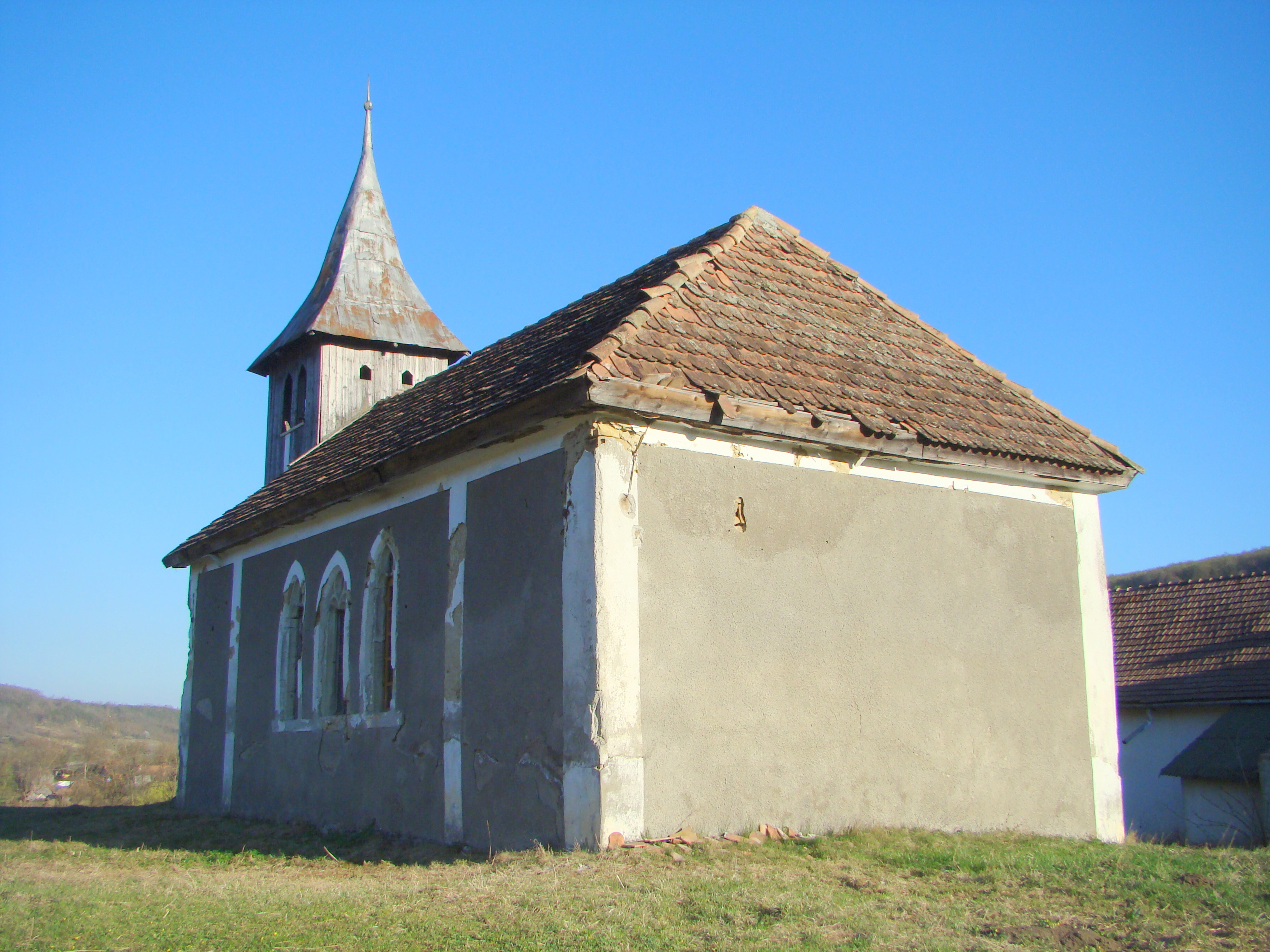
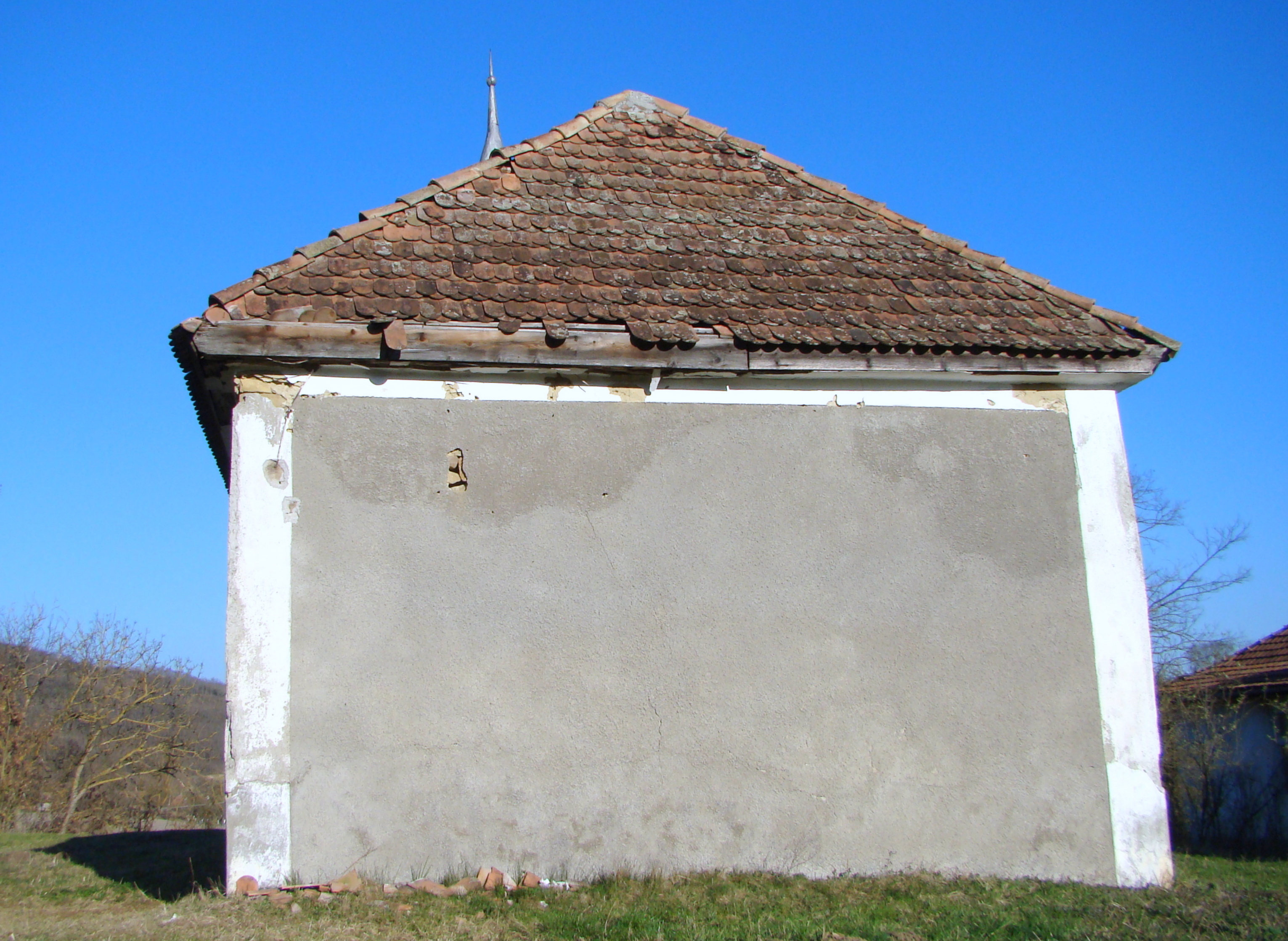
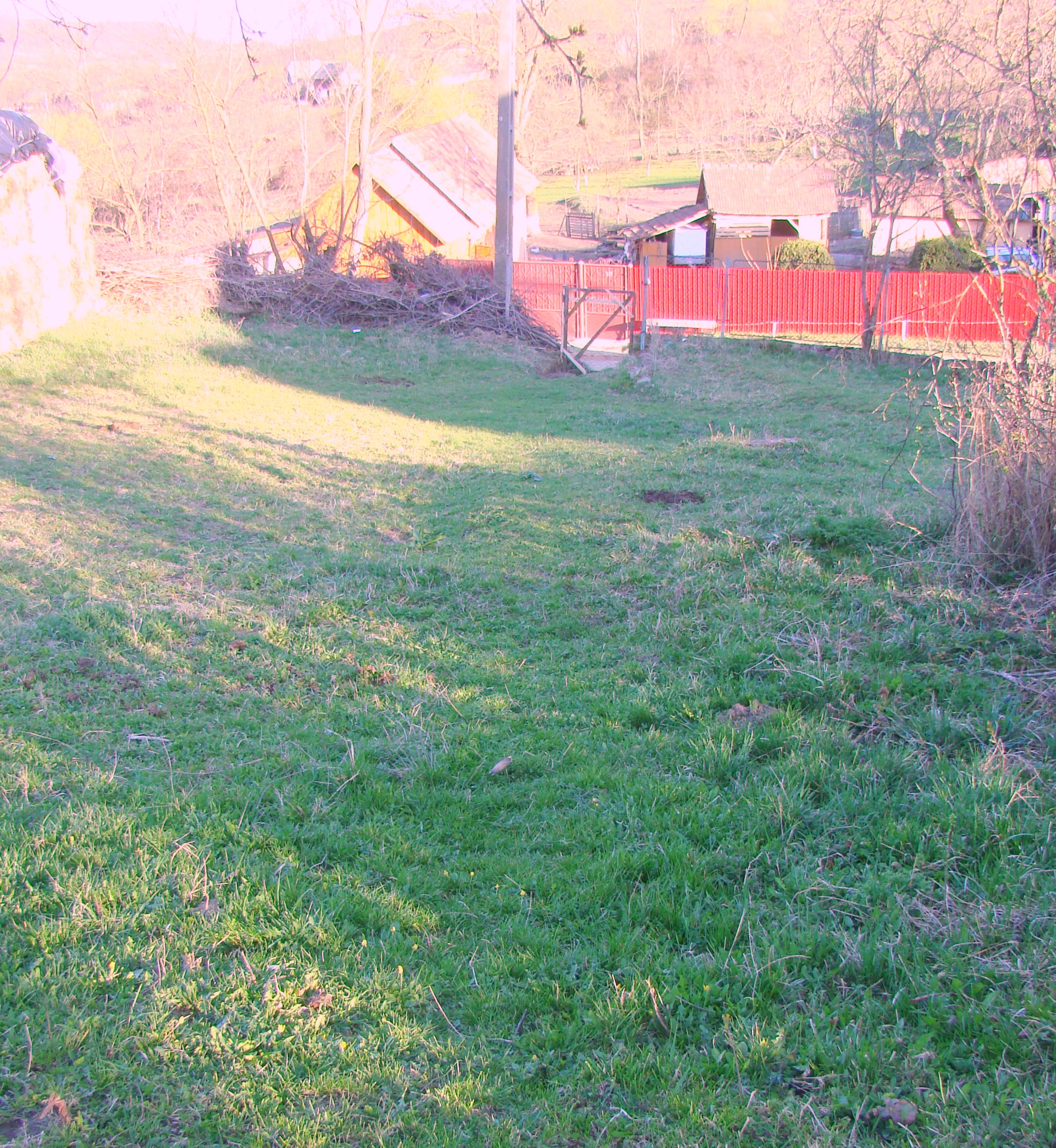
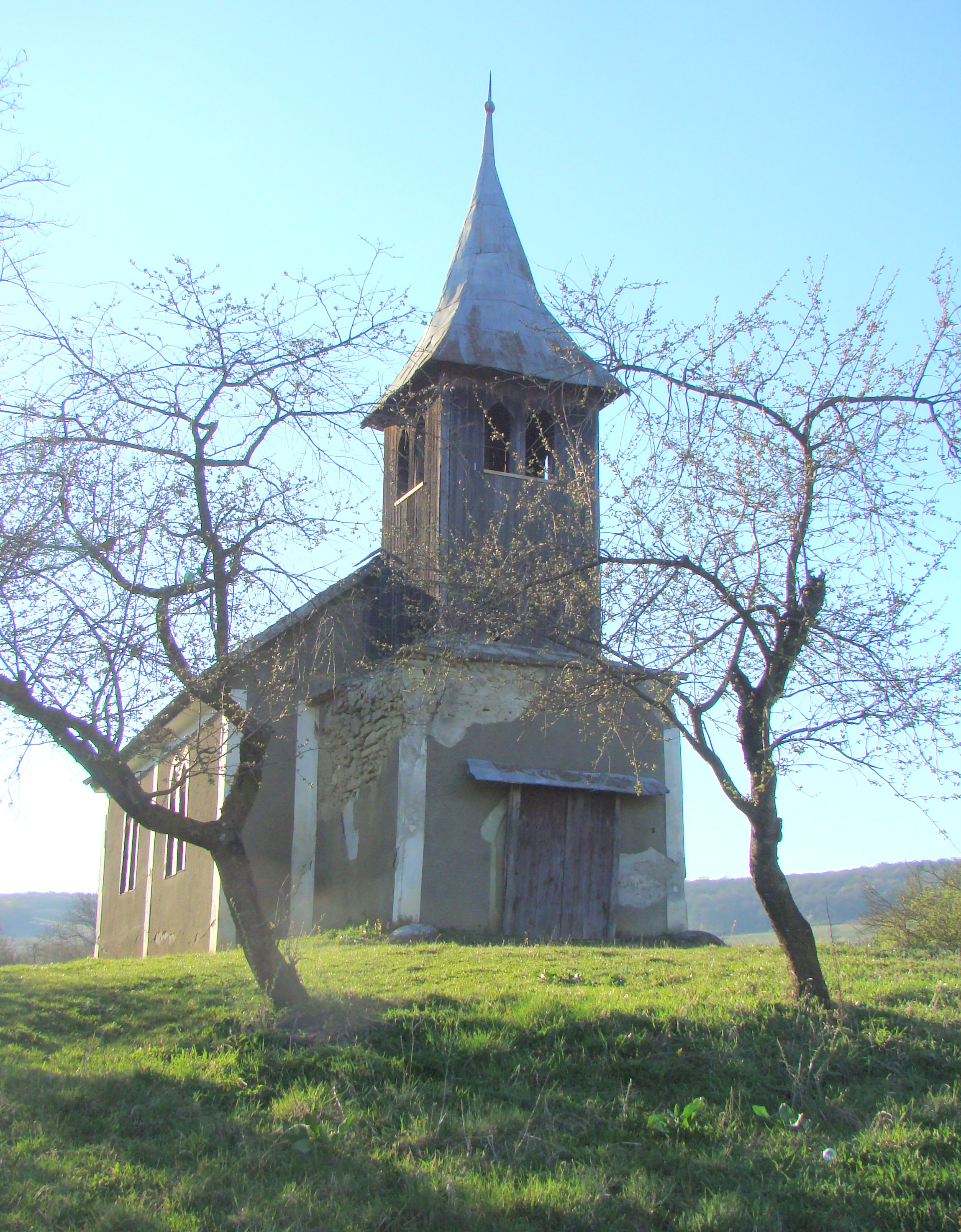
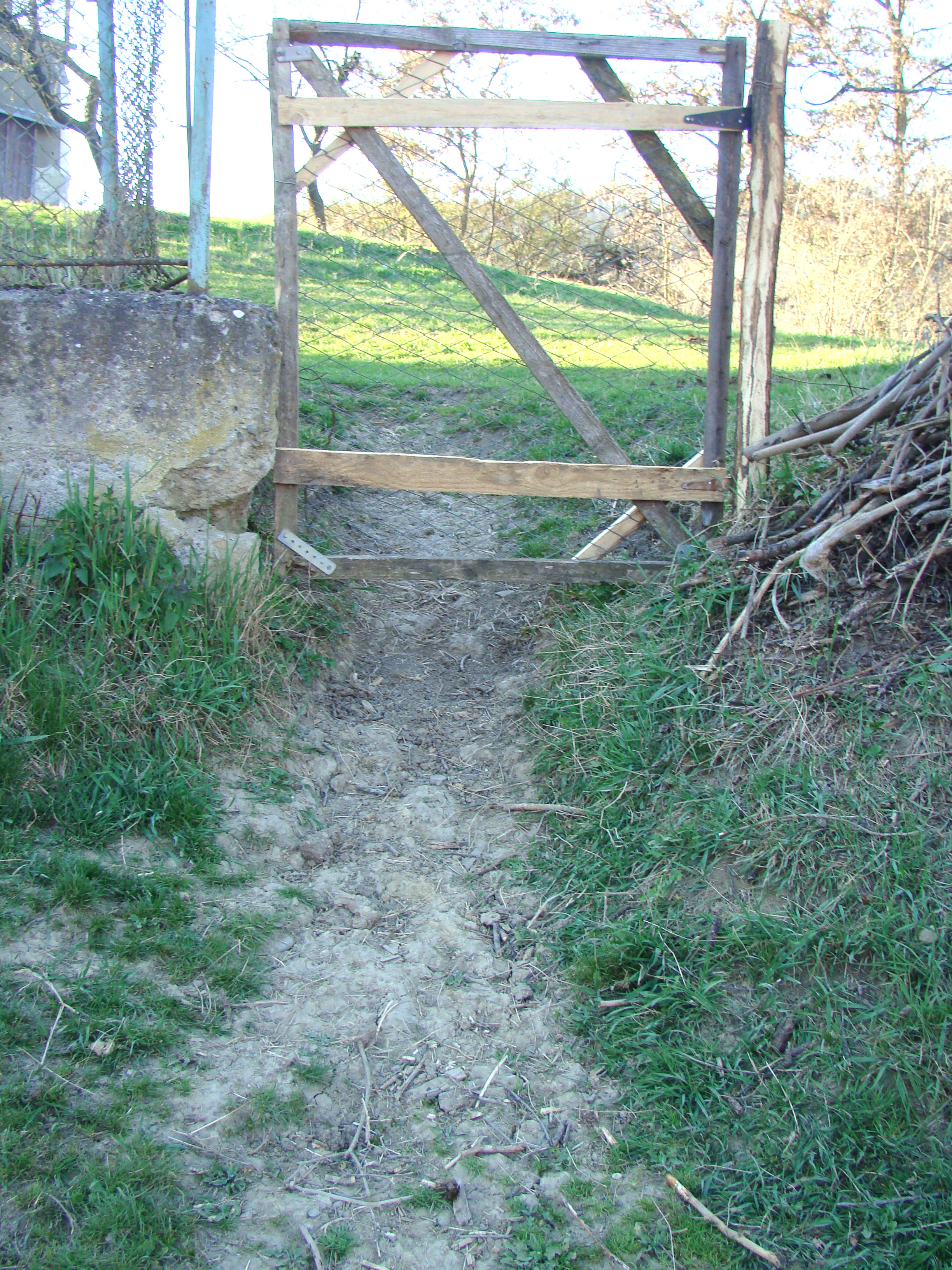
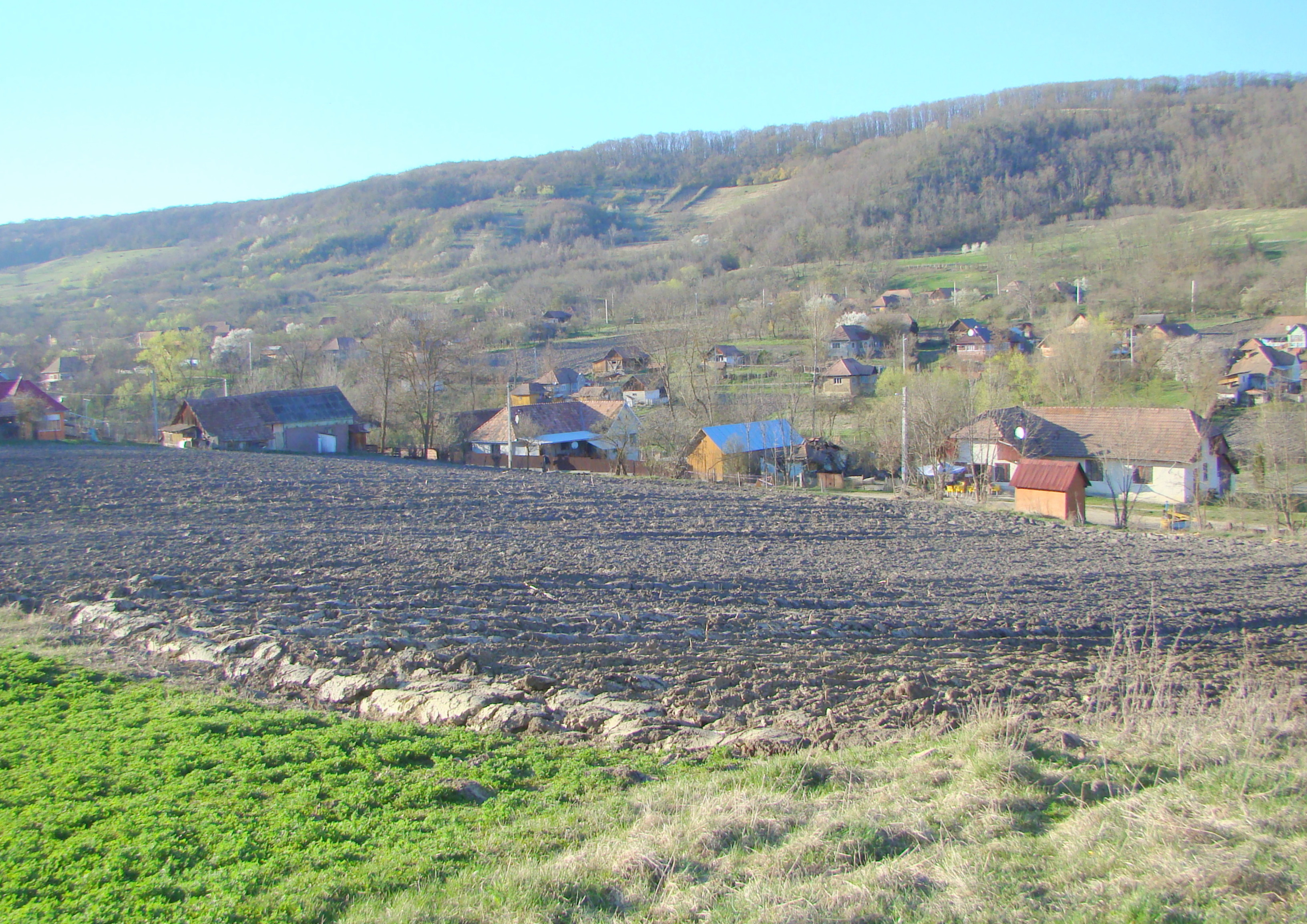
Împrejurimi